# Dầu gội

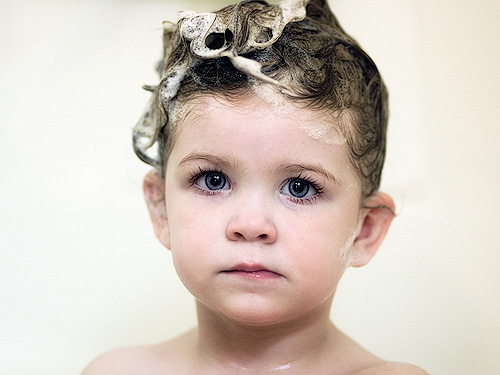
Dầu gội trên đầu một em bé

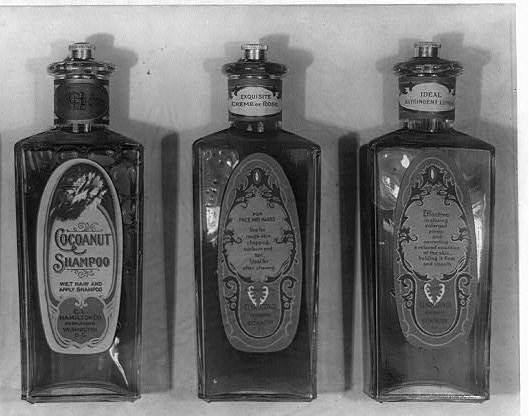
Chai dầu gội và sữa dưỡng thể được Công ty CL Hamilton của Washington, DC, Hoa Kỳ sản xuất vào đầu thế kỷ 20.

Dầu gội (tiếng Anh: shampoo, /ʃæmˈpuː/) là một sản phẩm chăm sóc tóc, thường trong dạng chất lỏng nhớt, được sử dụng để làm sạch tóc. Ít phổ biến hơn, dầu gội có sẵn ở dạng thỏi bánh (giống như thỏi xà phòng). Dầu gội được sử dụng bằng cách phết vào tóc ướt, xoa bóp sản phẩm vào trong tóc và sau đó tẩy rửa sạch. Một số người dùng sau khi gội đầu có thể sử dụng dầu xả.
Mục đích sử dụng dầu gội để loại bỏ chất bẩn không mong muốn trong tóc mà không cần tiết ra quá nhiều chất nhờn sebum khiến cho không thể làm chủ mái tóc. Dầu gội thường được tạo ra bằng cách kết hợp một chất hoạt động bề mặt, thường nhất là natri lauryl sunfat hoặc natri laureth sunfat, với một chất hoạt động bề mặt đồng thời, thường nhất là cocamidopropyl betaine trong nước.
Dầu gội đặc biệt sẵn có cho người bị gàu, tóc xử lý màu sắc, Gluten hoặc dị ứng lúa mì. Người tiêu dùng quan tâm sử dụng những sản phẩm "hoàn toàn thiên nhiên", "hữu cơ", "thực vật học" hoặc "nguồn gốc thực vật" và sản phẩm dành cho trẻ sơ sinh và trẻ nhỏ ("dầu gội em bé" ít gây rát da). Ngoài ra còn có dầu gội dành cho động vật mà trong đó có thể chứa thuốc trừ sâu hoặc những thuốc khác để điều trị bệnh về da hay ký sinh trùng phá hoại như bọ chét.

## Lịch sử

### Tiểu lục địa Ấn Độ
Ở tiểu lục địa Ấn Độ, một loạt các loại thảo mộc và chiết xuất của chúng đã được sử dụng làm dầu gội đầu từ thời cổ đại. Một loại dầu gội đầu rất hiệu quả đã được thực hiện bằng cách đun sôi Sapindus với quả ngỗng khô Ấn Độ (amla) và một lựa chọn các loại thảo mộc khác, sử dụng chiết xuất căng thẳng. Sapindus, còn được gọi là xà phòng hoặc xà phòng, một loại cây nhiệt đới phổ biến ở Ấn Độ, được gọi là ksuna (tiếng Phạn: B षुणषुण)  trong các văn bản Ấn Độ cổ đại và bột quả của nó có chứa saponin là chất hoạt động bề mặt tự nhiên. Chiết xuất của xà phòng tạo ra một loại bọt mà các văn bản Ấn Độ gọi là phenaka (tiếng Phạn: फेन ABLE). Nó làm cho tóc mềm mại, sáng bóng và dễ quản lý. Các sản phẩm khác được sử dụng để làm sạch tóc là shikakai (Acacia concinna), hoa dâm bụt, ritha (Sapindus mukorossi) và arappu (Albizzia amara). Đạo sư Nanak, người sáng lập và là Đạo sư đầu tiên của đạo Sikh, đã đề cập đến cây xà phòng và xà phòng vào thế kỷ 16.
Làm sạch bằng massage tóc và cơ thể (champu) trong khi tắm hàng ngày là một niềm đam mê của các thương nhân thuộc địa ở Ấn Độ thời đầu tiên. Khi trở về châu Âu, họ đã giới thiệu những thói quen mới học được, bao gồm cả chất dưỡng tóc mà họ gọi là shampoo - dầu gội đầu.

### Châu Âu

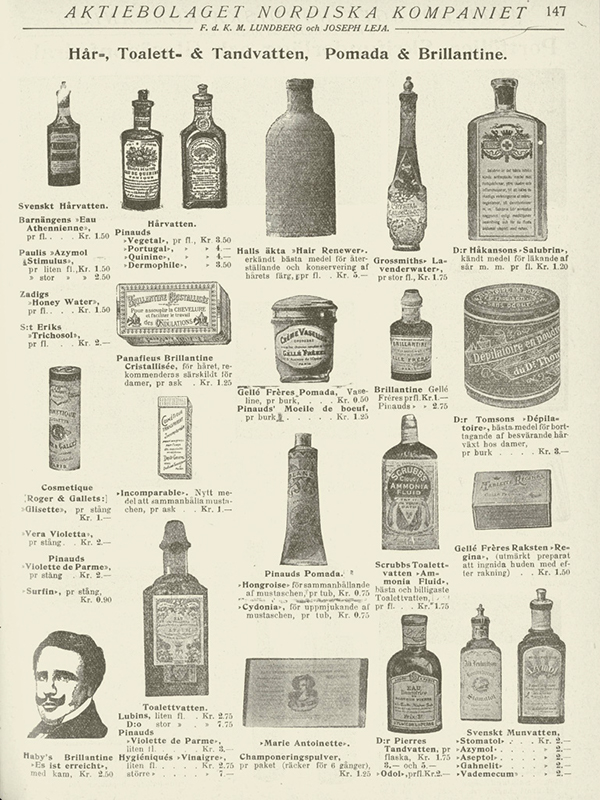
Quảng cáo Thụy Điển cho đồ vệ sinh, 1905/1906

Sake Dean Mahomed, một du khách, bác sĩ phẫu thuật và doanh nhân người Ấn Độ, được cho là đã giới thiệu việc thực hành champooi hoặc "gội đầu" cho Anh. Năm 1814, Mahomed, cùng với người vợ Ailen Jane Daly, đã mở phòng tắm mát-xa bằng dầu gội đầu "thương mại" đầu tiên ở Anh, ở Brighton. Ông mô tả phương pháp điều trị trong một bài báo địa phương là "Tắm hơi với chất thuốc Ấn Độ (loại tắm Thổ Nhĩ Kỳ), chữa nhiều bệnh và cứu trợ hoàn toàn khi mọi thứ thất bại, đặc biệt là Thấp khớp và liệt, gout, khớp cứng, bong gân để lâu, chân què, đau nhức ở khớp ".
Trong giai đoạn đầu của dầu gội ở châu Âu, các nhà tạo mẫu tóc người Anh đã đun sôi xà phòng cạo trong nước và thêm các loại thảo mộc để tạo độ bóng và hương thơm cho tóc. Dầu gội được sản xuất thương mại đã có sẵn từ đầu thế kỷ 20. Một quảng cáo năm 1914 cho dầu gội Canthrox trên Tạp chí Mỹ cho thấy những phụ nữ trẻ ở trại gội đầu với Canthrox trong hồ; quảng cáo trên tạp chí năm 1914 của Rexall có sự góp mặt của Dầu gội và làm đẹp tóc Harmony.
Năm 1927, dầu gội lỏng được nhà phát minh người Đức Hans Schwarzkopf ở Berlin phát minh, tên của nó đã tạo ra một thương hiệu dầu gội được bán ở châu Âu.
Ban đầu, xà phòng và dầu gội là những sản phẩm rất giống nhau; cả hai đều chứa cùng chất hoạt động bề mặt có nguồn gốc tự nhiên, một loại chất tẩy rửa. Dầu gội hiện đại như được biết đến ngày nay được giới thiệu lần đầu tiên vào những năm 1930 với Drene, loại dầu gội đầu tiên sử dụng chất hoạt động bề mặt tổng hợp thay vì xà phòng. Dầu gội cũng có lợi hơn cho chân tóc.

### Indonesia
Dầu gội đầu được sử dụng ở Indonesia được làm từ vỏ trấu và rơm (merang) của gạo. Các vỏ trấu và ống hút được đốt thành tro, và tro (có đặc tính kiềm) được trộn với nước để tạo thành bọt. Tro và bọt được chà vào tóc và xả sạch, để tóc sạch, nhưng rất khô. Sau đó, dầu dừa được thoa lên tóc để giữ ẩm.

### Bắc Mỹ thời tiền Columbus
Một số bộ lạc người Mỹ bản địa đã sử dụng chiết xuất từ thực vật Bắc Mỹ làm dầu gội đầu; ví dụ người Costanoans ven biển California ngày nay đã sử dụng các chất chiết xuất từ cây gỗ ven biển, Dryopteris expansa,

### Nam Mỹ thời tiền Columbus
Trước khi diêm mạch có thể được chế biến để ăn, cần phải rửa sạch saponin khỏi hạt trước khi nấu. Các nền văn minh tiền Columbus Andes đã sử dụng sản phẩm phụ xà phòng này như một loại dầu gội đầu.

## Thành phần

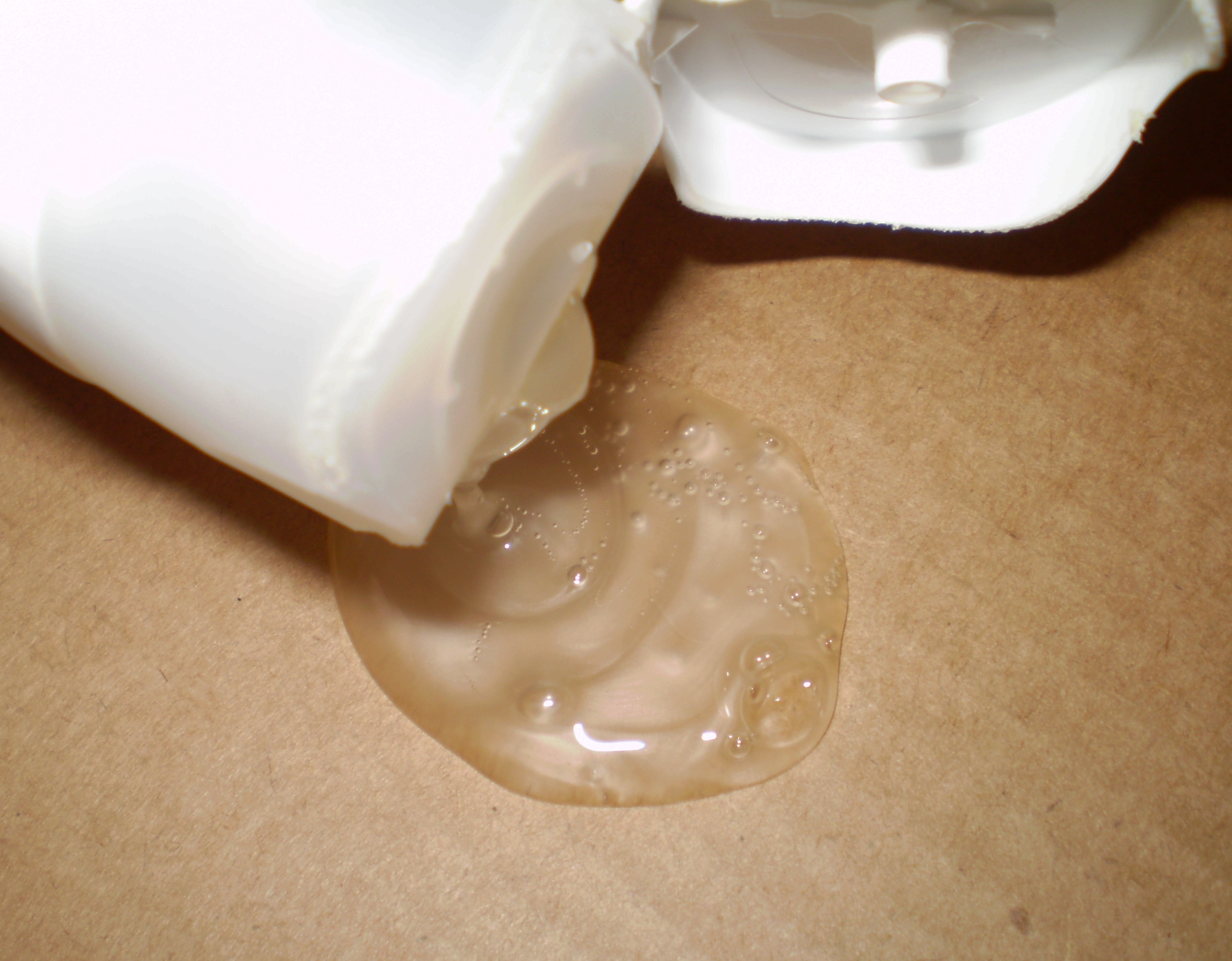
Dầu gội đầu thông thường

Dầu gội thường được tạo ra bằng cách kết hợp một chất hoạt động bề mặt, thường là natri lauryl sulfat hoặc natri laureth sulfat, với chất đồng hoạt động bề mặt, thường là cocamidopropyl betaine trong nước để tạo thành một chất lỏng đặc sệt. Các thành phần thiết yếu khác bao gồm muối (natri chloride), được sử dụng để điều chỉnh độ nhớt, chất bảo quản và hương thơm. Các thành phần khác thường được bao gồm trong các công thức dầu gội để tối đa hóa các phẩm chất sau đây:
- bọt tạo cảm giác dễ chịu
- dễ dàng súc rửa
- kích ứng da và mắt tối thiểu
- cảm giác dày hoặc kem
- hương thơm dễ chịu [16]
- độc tính thấp
- khả năng phân hủy sinh học tốt
- độ axit nhẹ (pH dưới 7)
- không làm hỏng tóc
- sửa chữa hư tổn đã ảnh hưởng tới tóc

Nhiều loại dầu gội có màu ngọc trai. Hiệu quả này đạt được bằng cách bổ sung các mảnh nhỏ của các vật liệu phù hợp, ví dụ như glycol distearat, có nguồn gốc hóa học từ axit stearic, có thể có nguồn gốc động vật hoặc thực vật. Glycol distearate là một loại sáp. Nhiều loại dầu gội cũng bao gồm silicone để cung cấp lợi ích điều hòa.